# Thibaut Simon
Thibaut Simon (Dole, 1983. december 18. –) francia vízilabdázó, a francia válogatott tagja, 2007 óta a CN Marseille játékosa. 2013-ban versenyzett a Mediterrán Játékokon és 2016-ban a Férfi Európai Vízilabda Bajnokságon. 2016 augusztusában a Riói olimpián szerepel, mint a francia vízilabda válogatott tagja.